# Gustav Blaeser

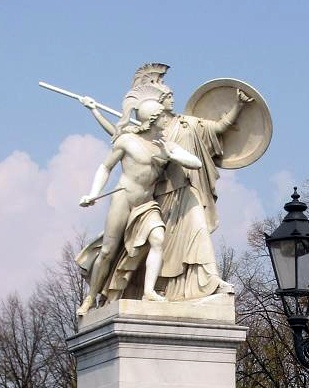
Le guerrier chargeant sous la protection de Pallas Athéna,

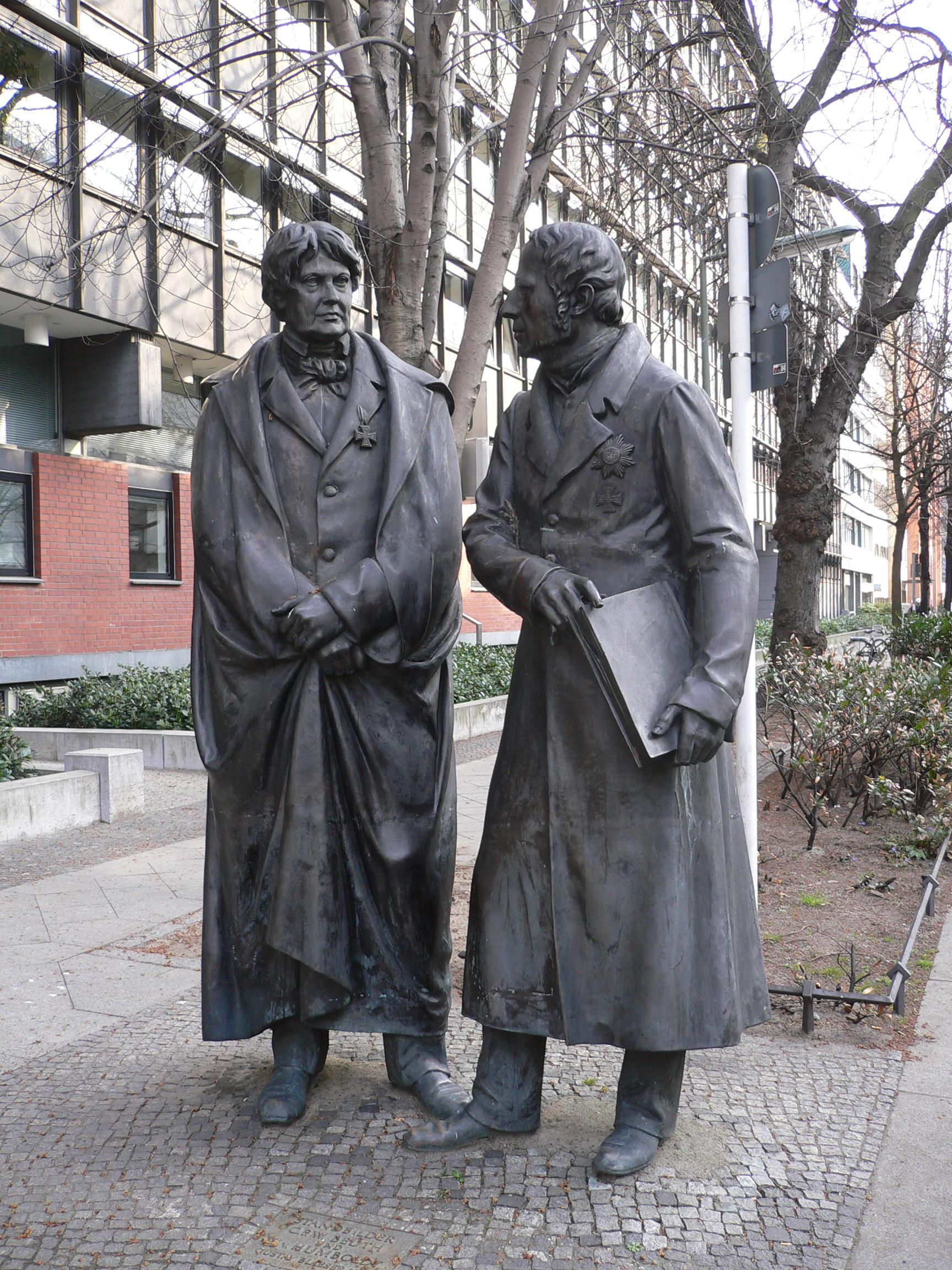
C.P.W. Beuth et W. v. Humboldt, 1878, à l'origine partie du monument colossal sur le Heumarkt à Cologne ; aujourd'hui à Berlin devant l'Institut allemand de normalisation

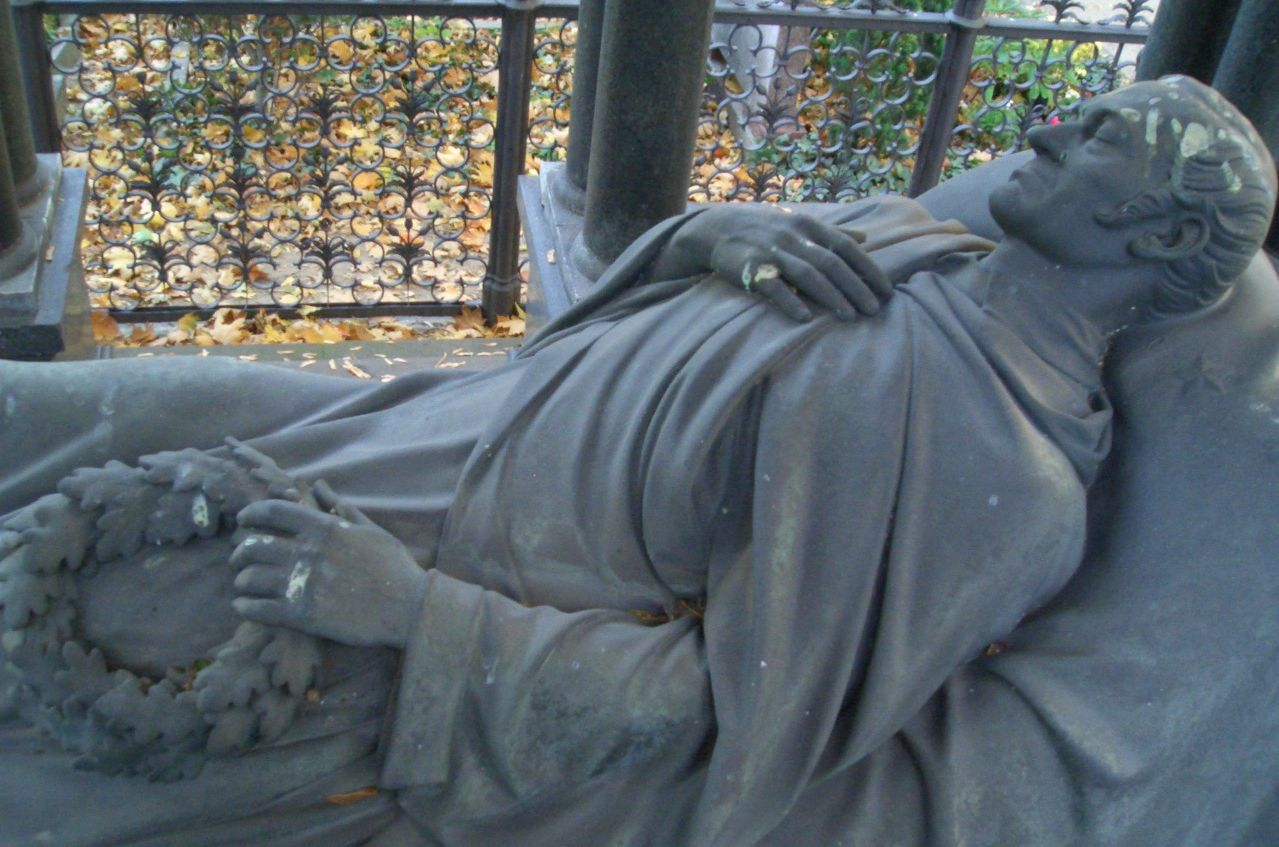
Tombe de Pierre Louis Ravené (détail)

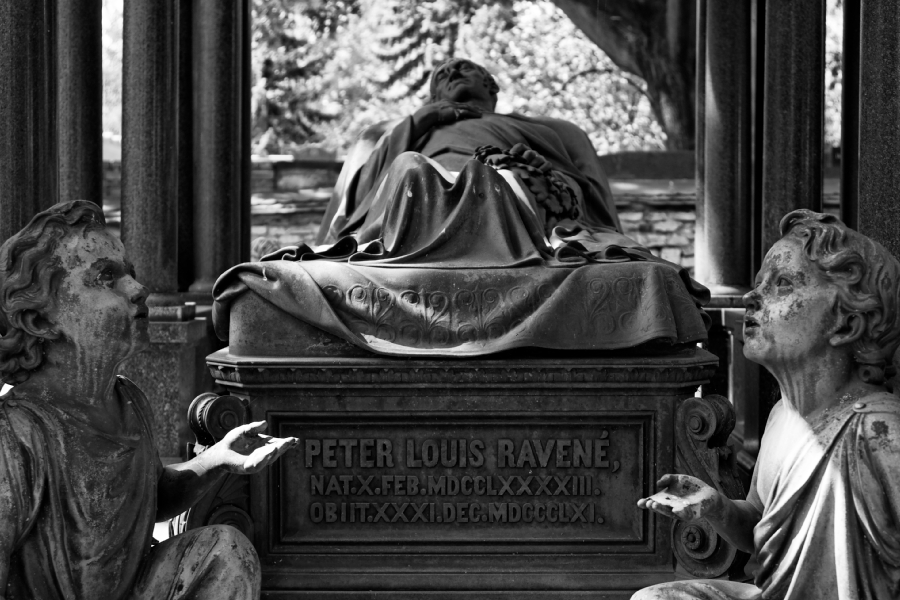
Tombe de Pierre Louis Ravené

Gustav Hermann Blaeser (ou Bläser) (né le 9 mai 1813 à Düsseldorf et mort le 20 avril 1874 à Cannstatt) est un sculpteur prussien du XIXe siècle. Blaeser appartient à l'école Rauch de l'école de sculpture de Berlin.

## Biographie
Blaeser, frère aîné du peintre Julius Blaeser (de), reçoit sa formation entre 1834 et 1843 dans l'atelier de Christian Daniel Rauch à Berlin et à l'Académie des arts de cette ville. Il y est un étudiant en dessin d'Egidius Mengelberg et Christoph Stephan, qui lui enseigne la sculpture sur bois. Pendant les onze années où il travaille chez Rauch, il est impliqué dans tous les grands projets de l'entreprise.
En 1844/1845, il se rend à Rome, mais la commande de modéliser l'un des huit groupes du pont du château (de) le rappelle à Berlin.
Le groupe qu'il conçoit en 1845 dépeint le moment où le guerrier part au combat sous la protection de Pallas Athéna, il est décrit dans le Konversations-Lexikon de Meyer de 1888 comme le plus beau et le plus parfait de la série et marque sa percée comme un reconnu artiste.
Il fournit également de nombreux bustes, statuettes de portraits, médaillons, ainsi que des représentations de genre populaire; toutes ces œuvres se caractérisent par une nouvelle conception de la nature combinée à un sens antique de la forme.
Gustav Blaeser décède en avril 1874 à l'âge de 60 ans à Cannstatt. Sa tombe préservée se trouve dans le cimetière des communautés de Dorotheenstadt et Friedrichswerder à Berlin-Mitte (lieu de sépulture : Feld CM-2-41-42).

## Réalisations
- avant 1848 : figure en bronze grandeur nature d'un forgeron sur le château d'eau du Borsigsche Maschinenbau-Anstalt à la porte d'Oranienbourg à Berlin
- 1850 : Bâton de peinture pour Carl Hilgers (de), ébène et acajou [2]
- 1853 : Monument au bourgmestre August Wilhelm Francke à Magdebourg, coulé en bronze par Georg Ferdinand Howaldt (de)
- 1861/1863 : Statue équestre du Frédéric-Guillaume IV (de) de Prusse pour le pont de la cathédrale de Cologne (de)
- 1862 : Pierre tombale de Pierre Louis Ravené (de) au cimetière français de Berlin
- 1869 : Monument (buste) en l'honneur d'Alexander von Humboldt pour Central Park à New York[3], exécuté par Georg Ferdinand Howaldt
- 1872 : Buste de Georg Wilhelm Friedrich Hegel sur la Hegelplatz à Berlin-Mitte
- Statue de Frédéric-Guillaume IV en marbre de Carrare devant le château de l'Orangerie à Potsdam
- Monument colossal avec une statue équestre en bronze du roi Frédéric-Guillaume III de Prusse sur le Marché aux foins de Cologne (de). Blaeser ne vit pas assez longtemps pour voir l'achèvement du monument ; en juillet 1874 (contrat signé en août 1874) l'achèvement des travaux est confié aux sculpteurs berlinois Alexander Calandrelli et Rudolf Schweinitz.

et sans date :
- Statue colossale de l'évangéliste Matthieu pour la cathédrale d'Helsinki
- Prophète Daniel pour le dôme du château de Berlin
- Borussia pour le Nouveau Musée de Berlin (détruit)
- Figures en grès de David, Salomon et Charlemagne pour la porte des Rois mages à la Friedenskirche à Potsdam
- Hermès en marbre de Dante, Pétrarque, Le Tasse et Arioste pour le château de Charlottenhof à Potsdam
- Statue de l'hospitalité dans l'Ancienne galerie nationale à Berlin
- "Le guerrier qui ne parvient pas à se battre sous la protection de Pallas Athéna" sur le pont du château de Berlin
- Reliefs en terre cuite avec des allégories de l'architecture, de la sculpture, de la peinture, de la poésie, de la force, de la justice, de la modération et de la sagesse sur la porte triomphale (de) au pied du Mühlenberg à Potsdam.